# 加里·布拉德斯
加里·李·布拉德斯（英語：Gary Lee Bradds，1942年7月26日—1983年7月15日），美国NBA联盟职业篮球运动员。他在1964年的NBA选秀中第1轮第3顺位被巴尔的摩子弹选中。